# Chauliodus dentatus
Chauliodus dentatus – gatunek morskiej, głębinowej ryby z rodziny wężorowatych. Żyje w Oceanie Spokojnym.